# Kathedrale von Monreale

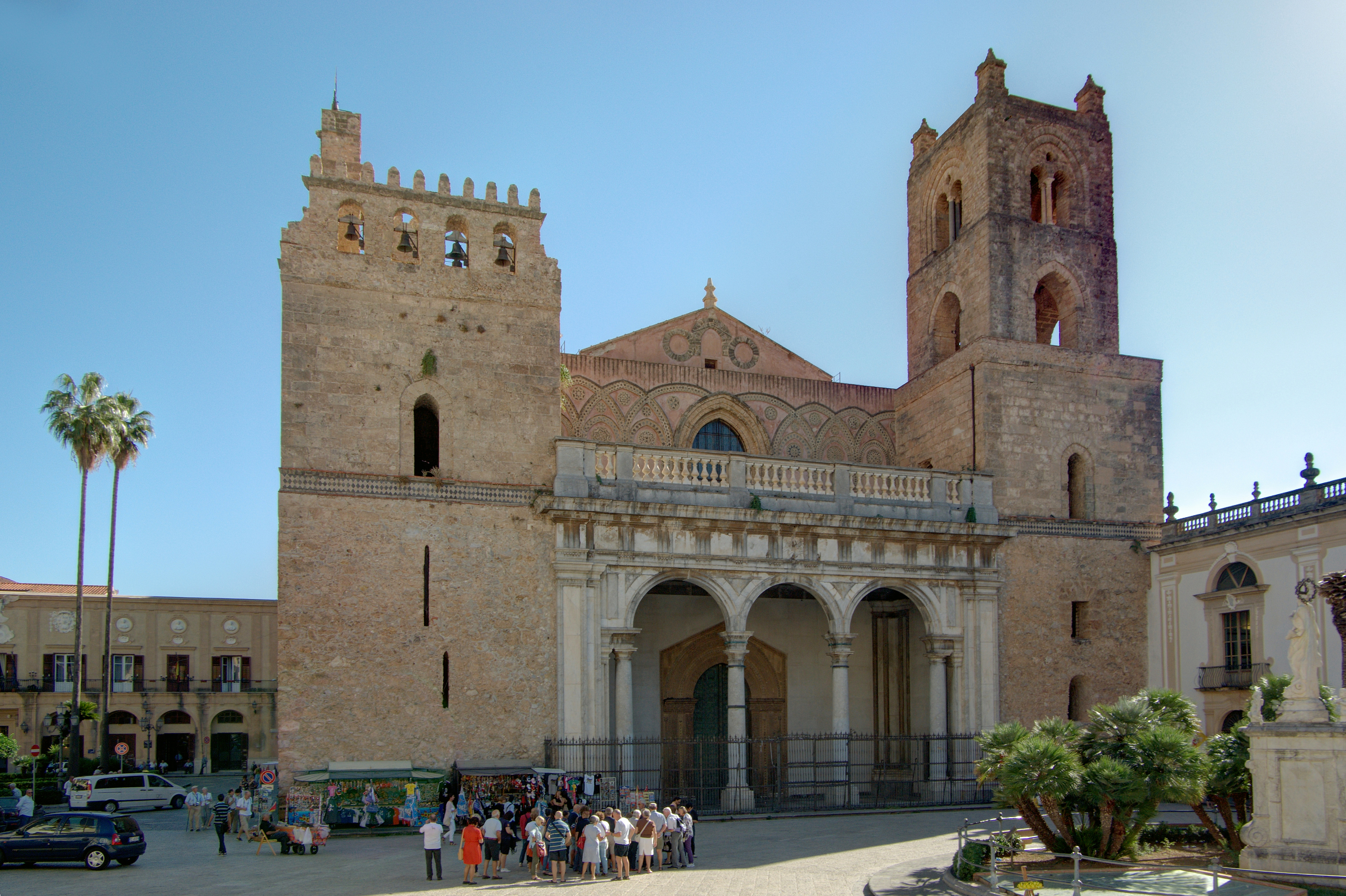
Kathedrale Santa Maria Nuova

Die Kathedrale Santa Maria Nuova in Monreale ist die Bischofskirche des Erzbistums Monreale auf Sizilien. Die mit dem Patrozinium der Aufnahme Mariens in den Himmel versehene Kathedrale ist eine Basilica minor. Berühmt ist die Kathedrale für die byzantinischen Mosaiken und den Kreuzgang. Zusammen mit dem arabisch-normannischen Palermo und der Kathedrale von Cefalù wurde die Kirche 2015 von der UNESCO zum Weltkulturerbe ernannt.

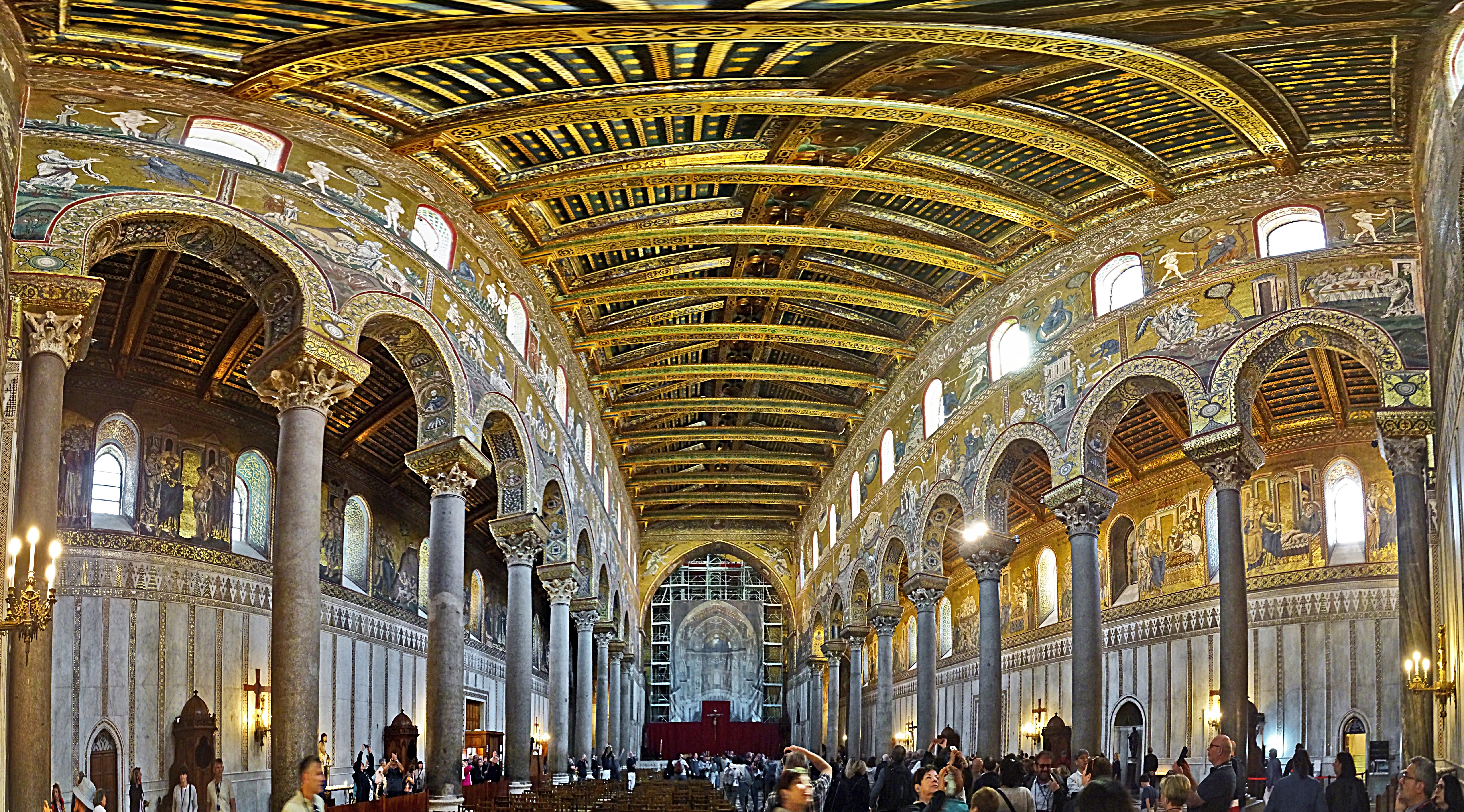
Innenansicht

## Geschichte
Der Bau der Kathedrale, zunächst als Klosterkirche und Memorialbau konzipiert, erfolgte in den Jahren 1172 bis 1176. Auftraggeber war König Wilhelm II. von Sizilien, der sie (der Legende nach) an der Stelle errichten ließ, „wo ihm im Traum die Jungfrau Maria erschienen war“.

## Baustil
Die Kathedrale zeigt in besonders eindrucksvoller Weise den normannisch-arabisch-byzantinischen Baustil, der zu dieser Zeit in Sizilien verbreitet war und eine Symbiose dreier verschiedener Kulturen darstellte. Normannisch/romanisch ist dabei vor allem der massive Baukörper als Ganzes, arabische Stilelemente zeigen sich in den Blendbögen und Intarsien an den Außenmauern, besonders den Apsiden, und byzantinisch sind die Goldgrundmosaiken an den Innenwänden der Kathedrale.

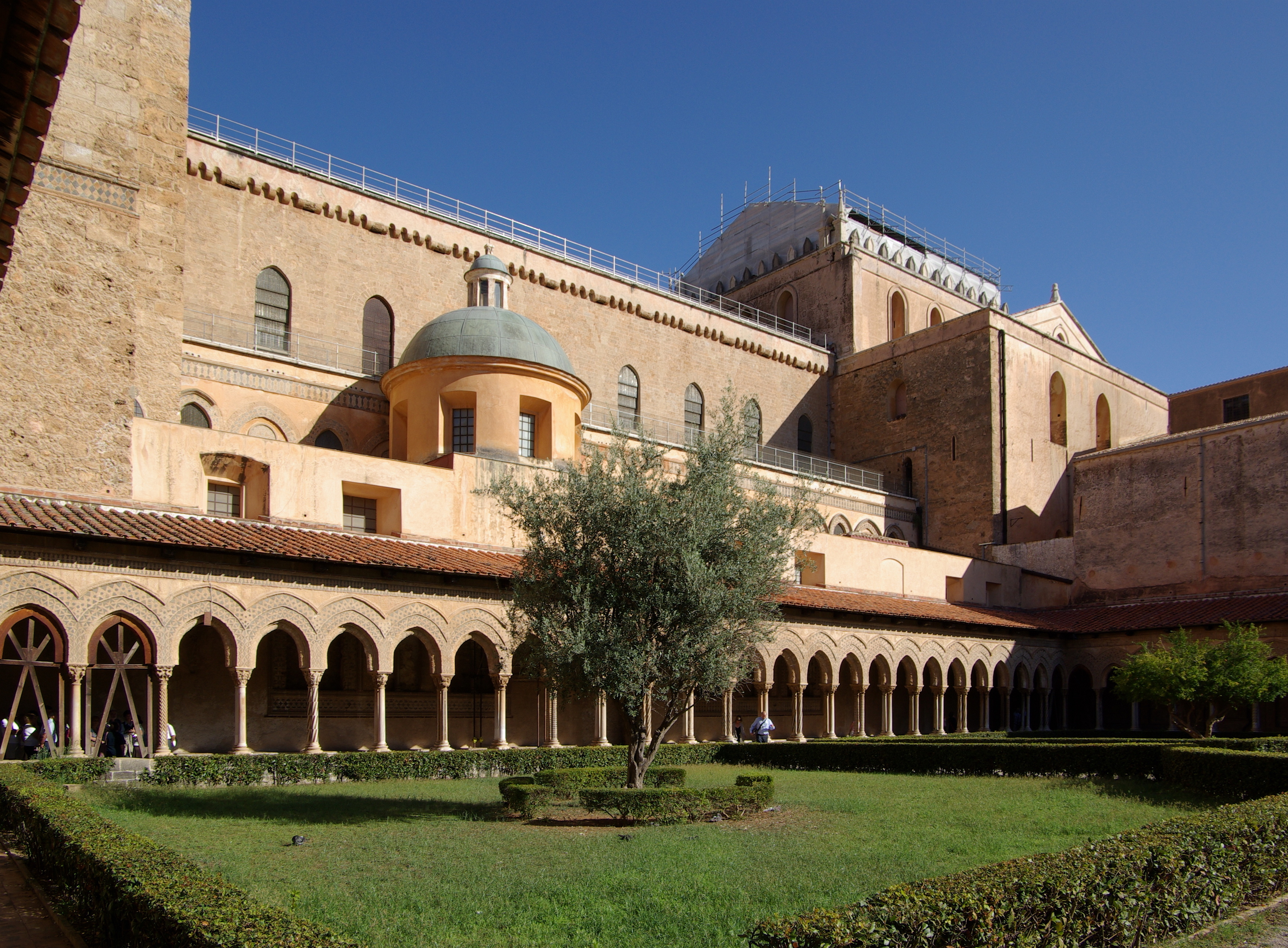
Südseite, Kreuzgang
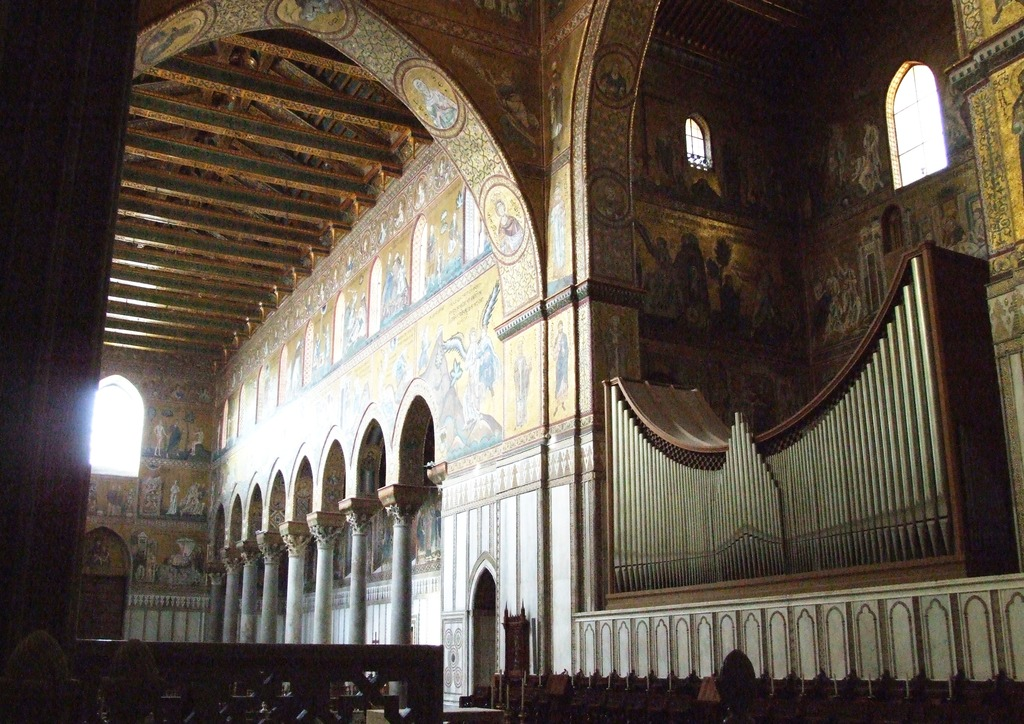
Schiff nach Westen, nördliche Orgel
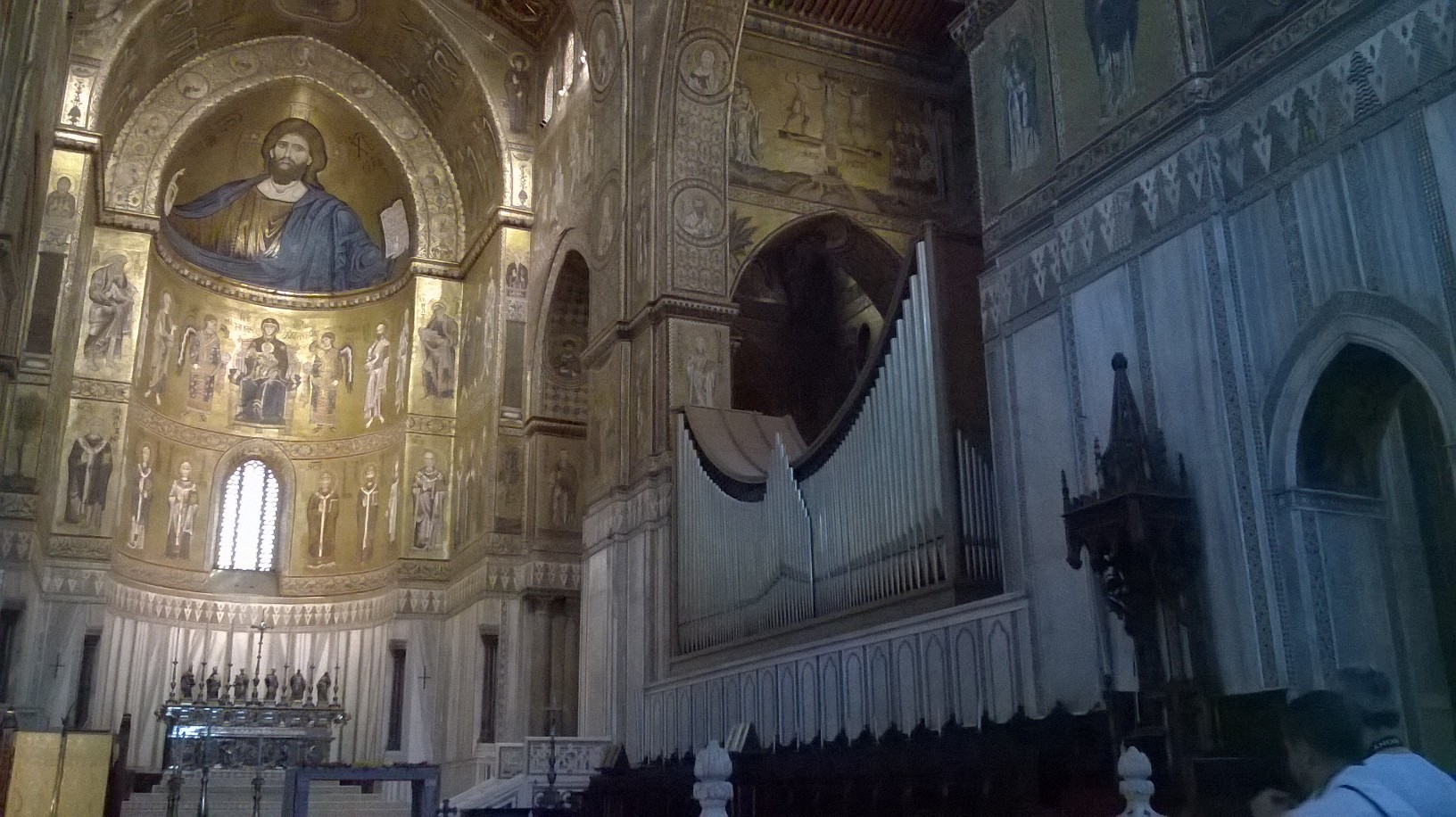
Apsis und südliche Orgel
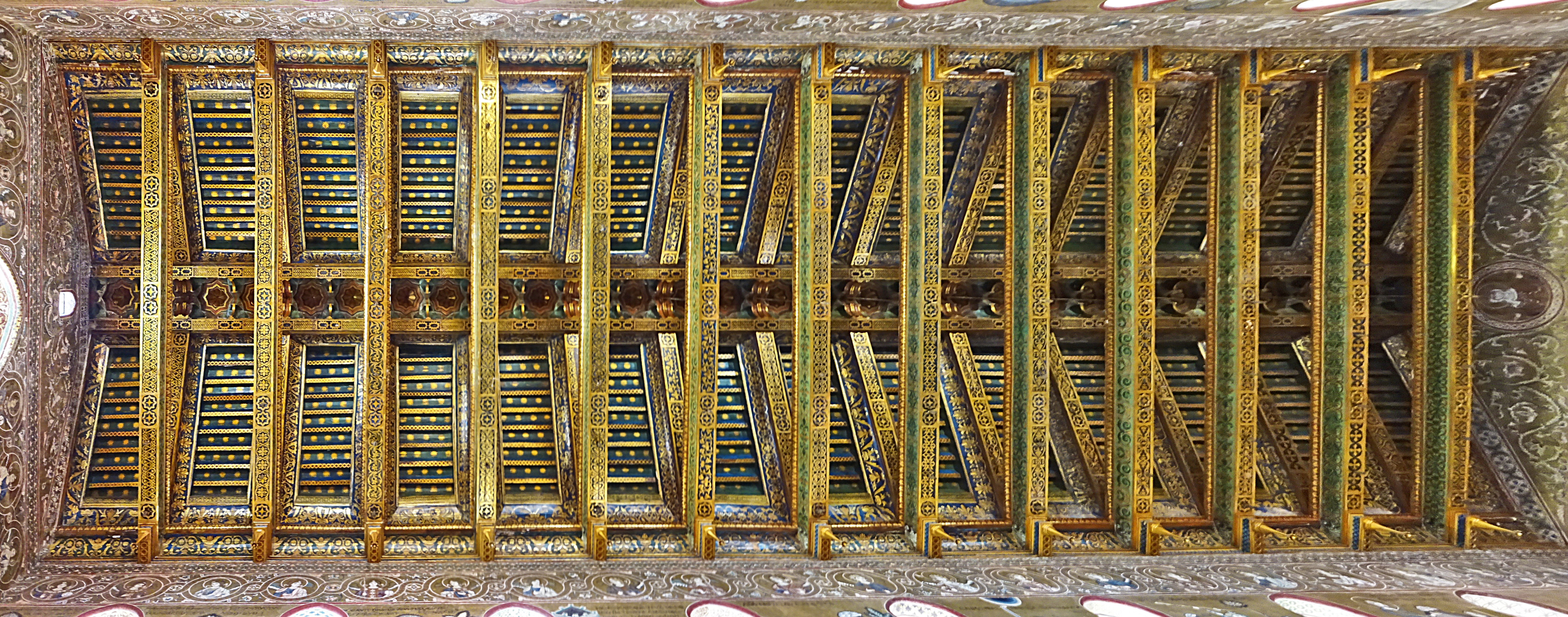
Holzdecke

## Äußeres

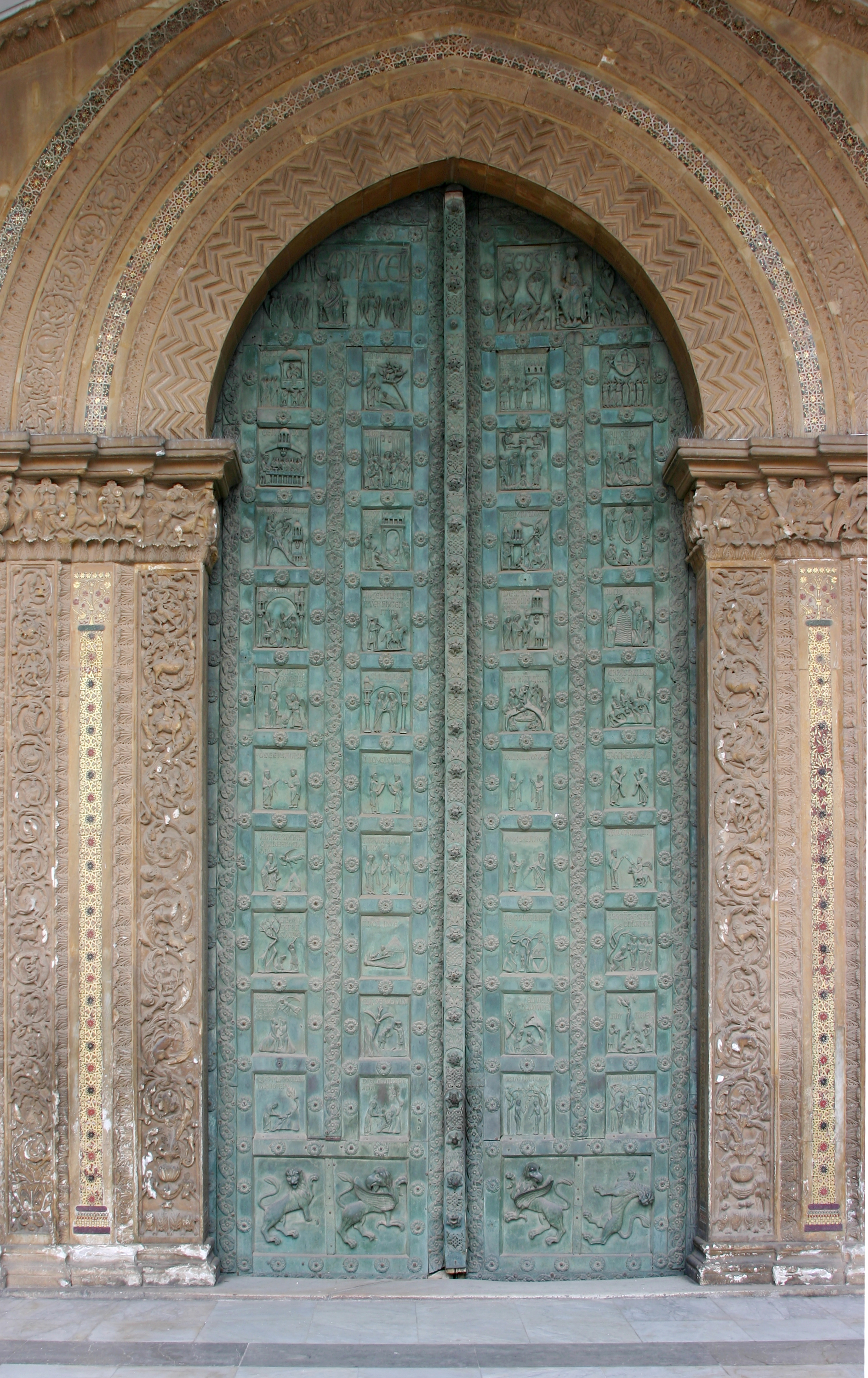
Bronzeportal des Bonannus

Die Kathedrale ist 102 Meter lang, 40 Meter breit und 35 Meter hoch. Ihre Fassade wird seitlich von zwei Wehrtürmen flankiert, wobei der linke Turm unvollendet blieb und die Kuppel des rechten Turms im 16. Jahrhundert von einem Blitz zerstört wurde.
Der Fassade wurde im 18. Jahrhundert ein klassizistischer Portikus vorgebaut, der den ursprünglichen Eindruck der Fassade zunichtemacht. Oberhalb des Portikus sind noch Teile des aus sich überschneidenden Blendbögen mit Einlegearbeiten bestehenden Dekors im arabischen Stil zu erkennen. Das Westportal war mit einer Größe von 7,8 Meter × 3,7 Meter das größte Portal seiner Zeit. Die Bronzetüren wurden 1186 von Bonannus von Pisa hergestellt. Sie zeigen 42 Szenen aus der Bibel.
Auch der Nordseite ist ein Portikus vorgelagert, der den rechteckigen Raum zwischen dem Querschiff und dem unvollendeten Glockenturm füllt. Er wurde von 1547 bis 1562 im Auftrag des Kardinals Alessandro Farnese von den Brüdern Giovanni und Fazio Gaggini gestaltet. Hier befindet sich das Seitenportal (4,23 Meter × 2,15 Meter), dessen ebenfalls aus Bronze bestehende Türflügel 1179 von Barisanus von Trani hergestellt wurden.
An den Apsiden der Kathedrale ist der ursprüngliche Dekor am besten zu erkennen. Spitzbogige Blendbögen überschneiden sich und sind mit Einlegearbeiten aus schwarzem, weißem und gelbem Stein versehen.

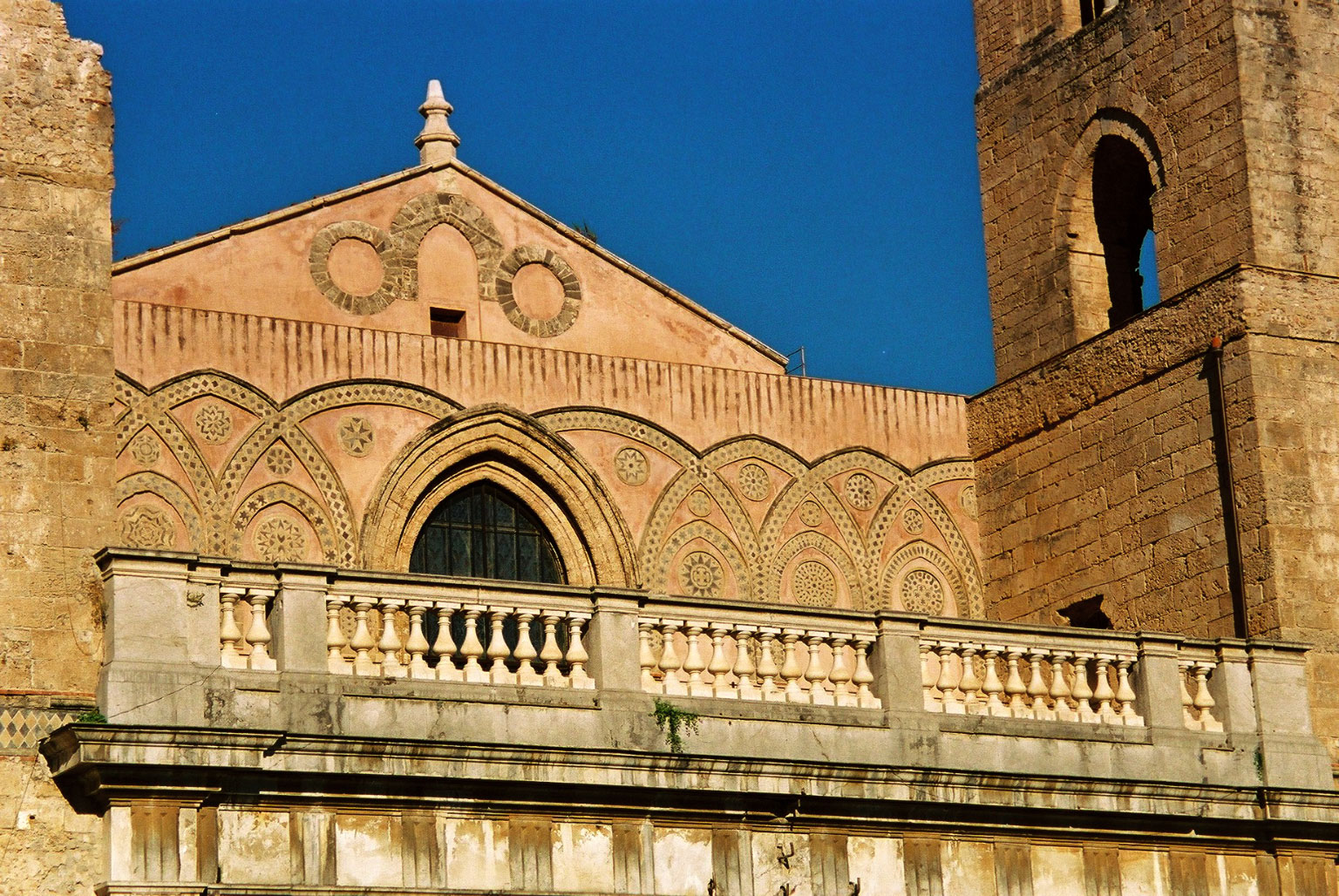
Arabeske Fassadendetails
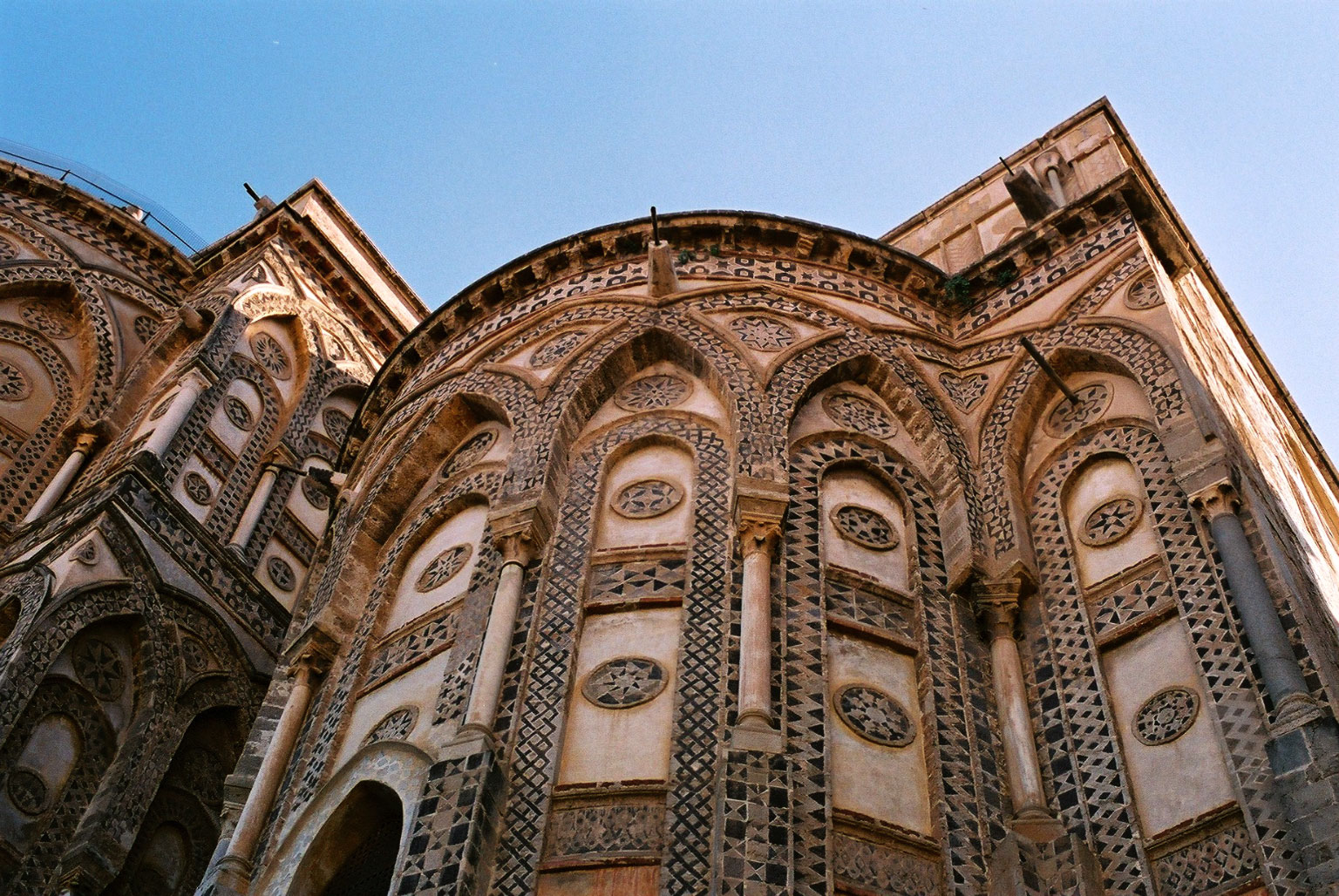
Außenansicht der linken Seitenapsis

## Inneres

### Bauaufteilung, Wände, Fußboden
Das Innere der Kirche ist durch zwei Reihen von jeweils neun Säulen mit korinthischen Kapitellen in drei Schiffe unterteilt, wobei das Mittelschiff mehr als doppelt so breit ist wie die Seitenschiffe. Baulich besonders hervorgehoben ist der Chorraum in der Vierung, dem Schnittbereich von Längsschiff und Querschiff.
Die Wände sind in ihrem unteren Teil mit Marmor verkleidet, der ebenso wie der Fußboden auf islamische Vorbilder zurückgeht. Die oberen Teile der Wände sind vollständig mit byzantinischen Goldgrundmosaiken bedeckt. Die Mosaiken wurden in der Zeit von 1179 bis 1182 von einheimischen Künstlern und Künstlern aus Konstantinopel geschaffen und bedecken insgesamt eine Fläche von 6.340 m². Die Holzdecke wurde nach einem Brand im Jahr 1811 zu großen Teilen erneuert.

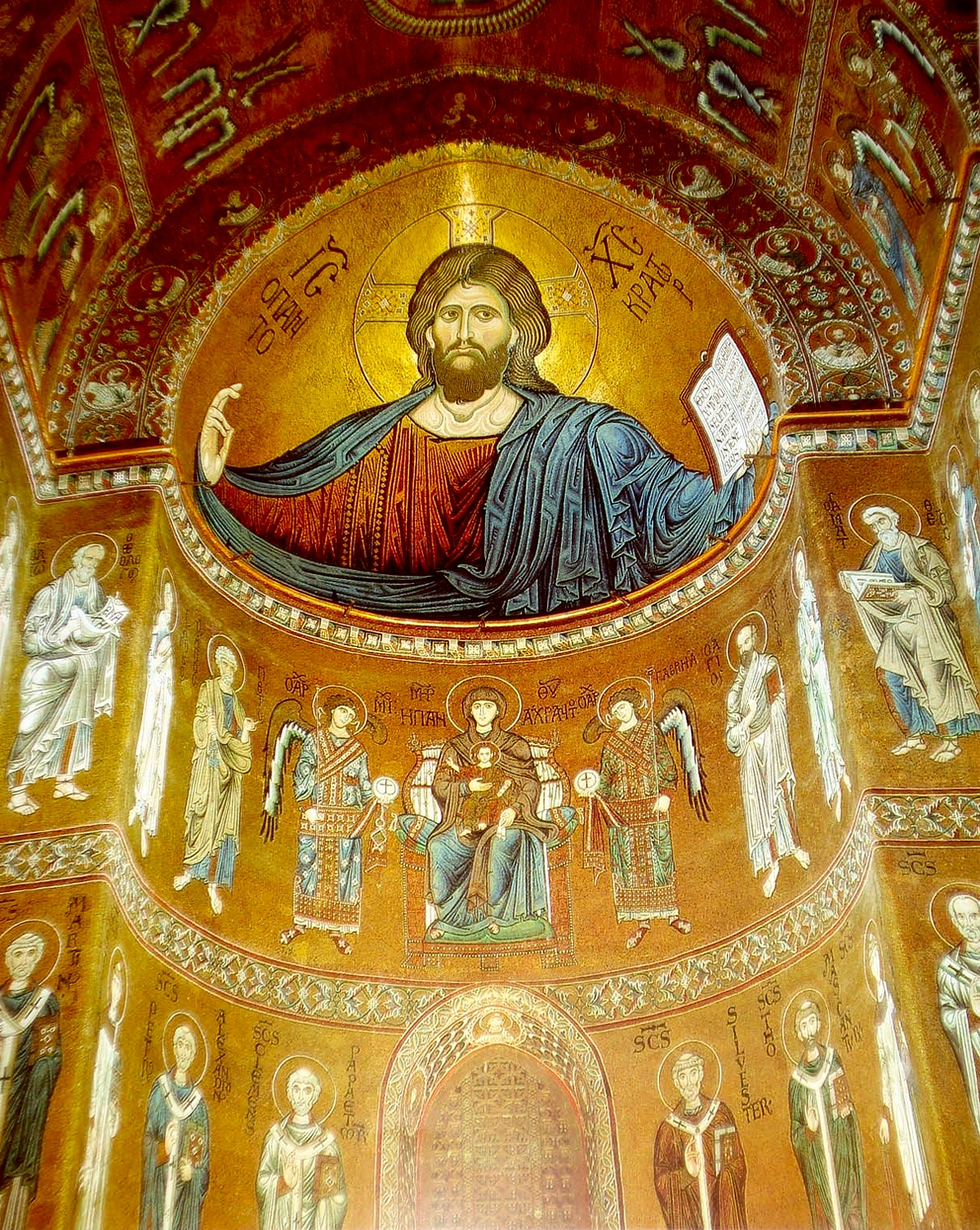
Christus Pantokrator, darunter die in den Himmel aufgenommene Muttergottes auf dem Thron mit dem segnenden Jesuskind, Engeln und Aposteln; in seiner linken Hand hält das Kind eine Schriftrolle, die der unmittelbar darüber dargestellte Weltenherrscher entrollt in der Linken hält

### Apsiden
In der Hauptapsis sind Christus als Pantokrator („Weltenherrscher“) und die in den Himmel aufgenommene Muttergottes dargestellt. Die sieben Meter hohe und dreizehn Meter breite Christusfigur nimmt die Kalotte der Hauptapsis in Anspruch. In der linken Hand hält er eine Bibel, auf deren aufgeschlagenen Seiten der Anfang eines Verses aus dem Johannesevangelium (Joh 8,12 : „Ich bin das Licht der Welt. Wer mir nachfolgt, wird nicht in der Finsternis umhergehen“) in Latein und Griechisch zu lesen ist. Die rechte Hand bildet das Monogramm „IC-XC“, das sich auch im Schriftzug links und rechts des Kopfes wiederfindet. In den Medaillons des rahmenden Bogens sind Emanuel und die Propheten David, Salomon, Elias, Samuel, Daniel, der Richter Gideon, Nathan und Elischa abgebildet, neben der Muttergottes die Erzengel Gabriel und Michael mit Sphairen und mehrere Apostel. Im Register darunter sind weitere vierzehn Heilige dargestellt.
Die südliche Apsis – zugleich Diakonikon – zeigt Szenen aus dem Leben des heiligen Petrus, in der nördlichen Apsis – zugleich Prothesis – sind es Szenen aus dem Leben des hl. Paulus.

### Mosaiken
Die Mosaiken auf Goldgrund im Mittelschiff und an der Westwand sind 6400 m² groß und enthalten etwa 2,2 Kilogramm Gold. Sie zeigen in zwei Reihen Szenen aus dem Buch Genesis, in der oberen Reihe die Schöpfungsgeschichte bis zur Vertreibung aus dem Paradies, in der unteren Reihe Szenen aus dem Leben der Stammväter Noach, Abraham, Isaak und Jakob.
Die Mosaiken des Chorraums und der Querschiffe stellen Szenen aus dem Leben Jesu Christi von der Verkündigung bis zur Himmelfahrt und der Ausgießung des Heiligen Geistes an Pfingsten dar. An den Wänden der Seitenschiffe sind die Wunder Jesu Christi dargestellt.

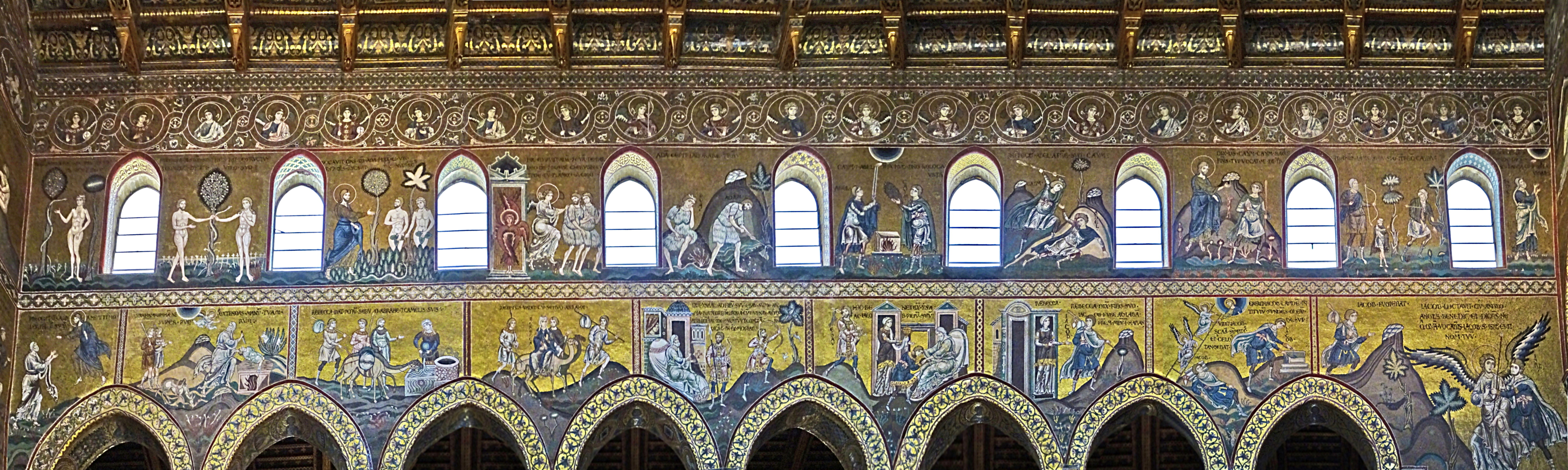
Adam & Eva
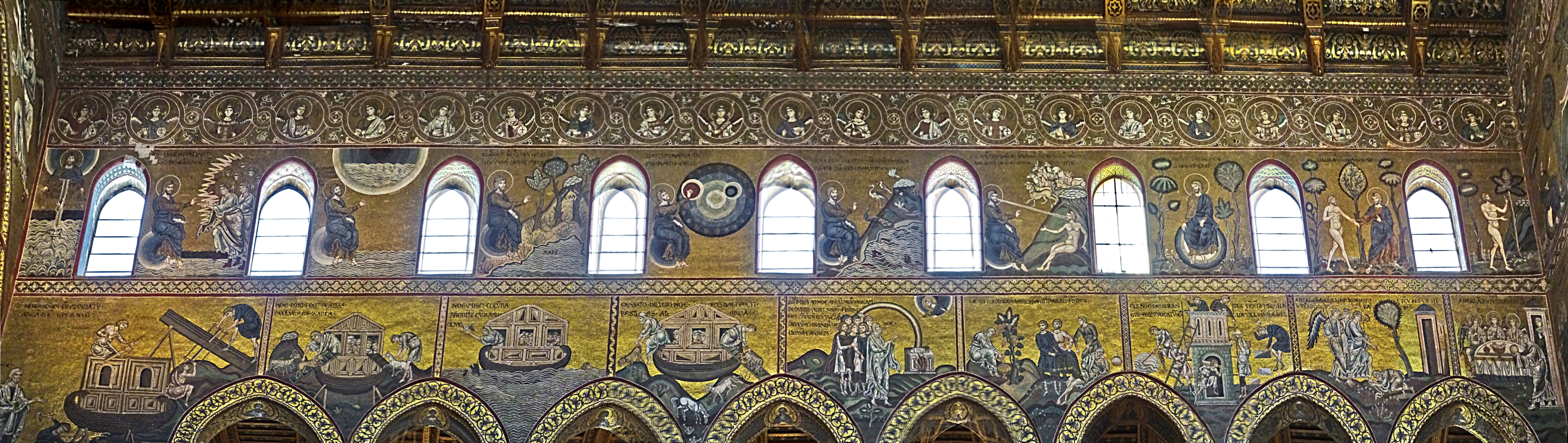
Bau der Arche Noah
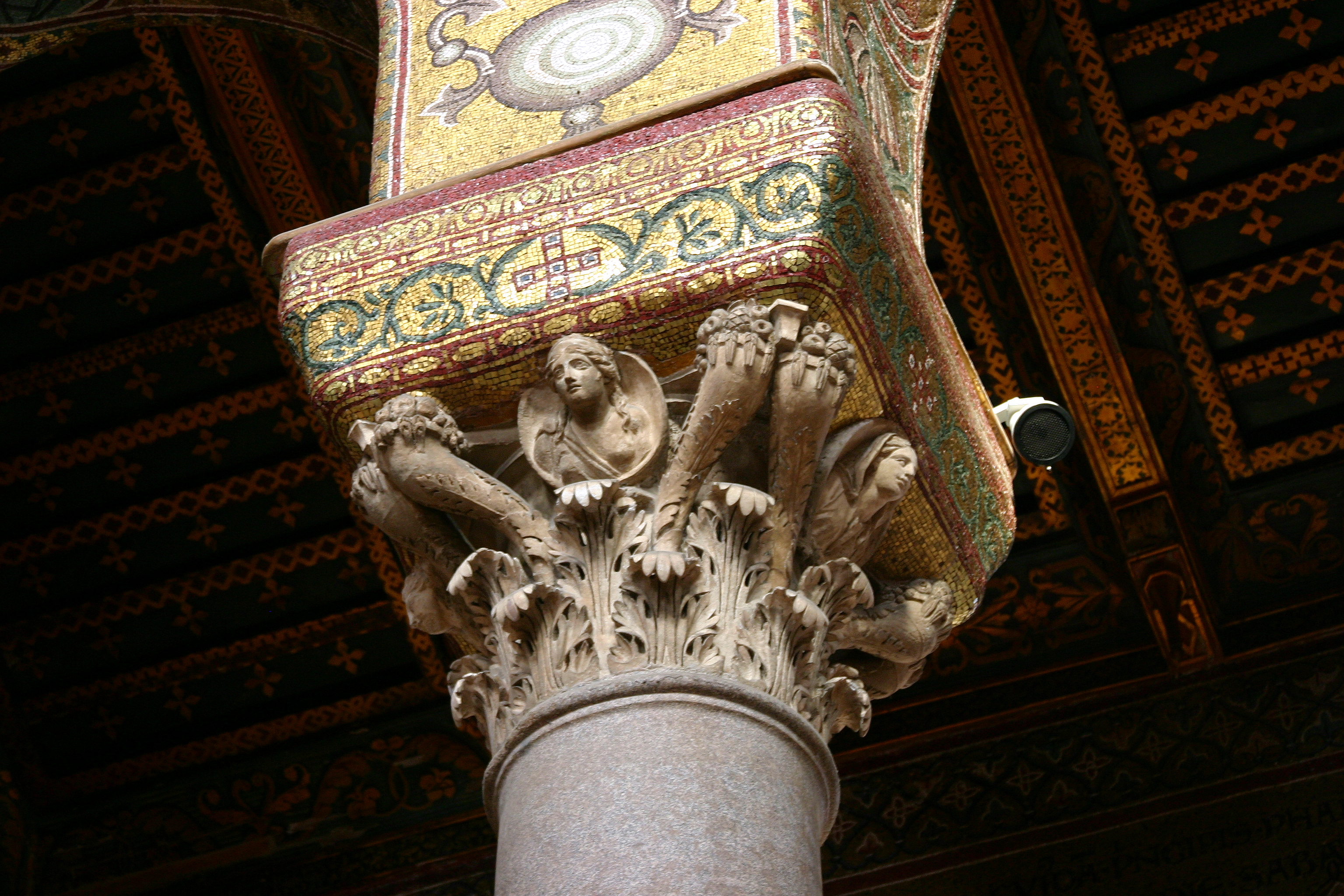
Säule mit verziertem Kapitell und Mosaiken
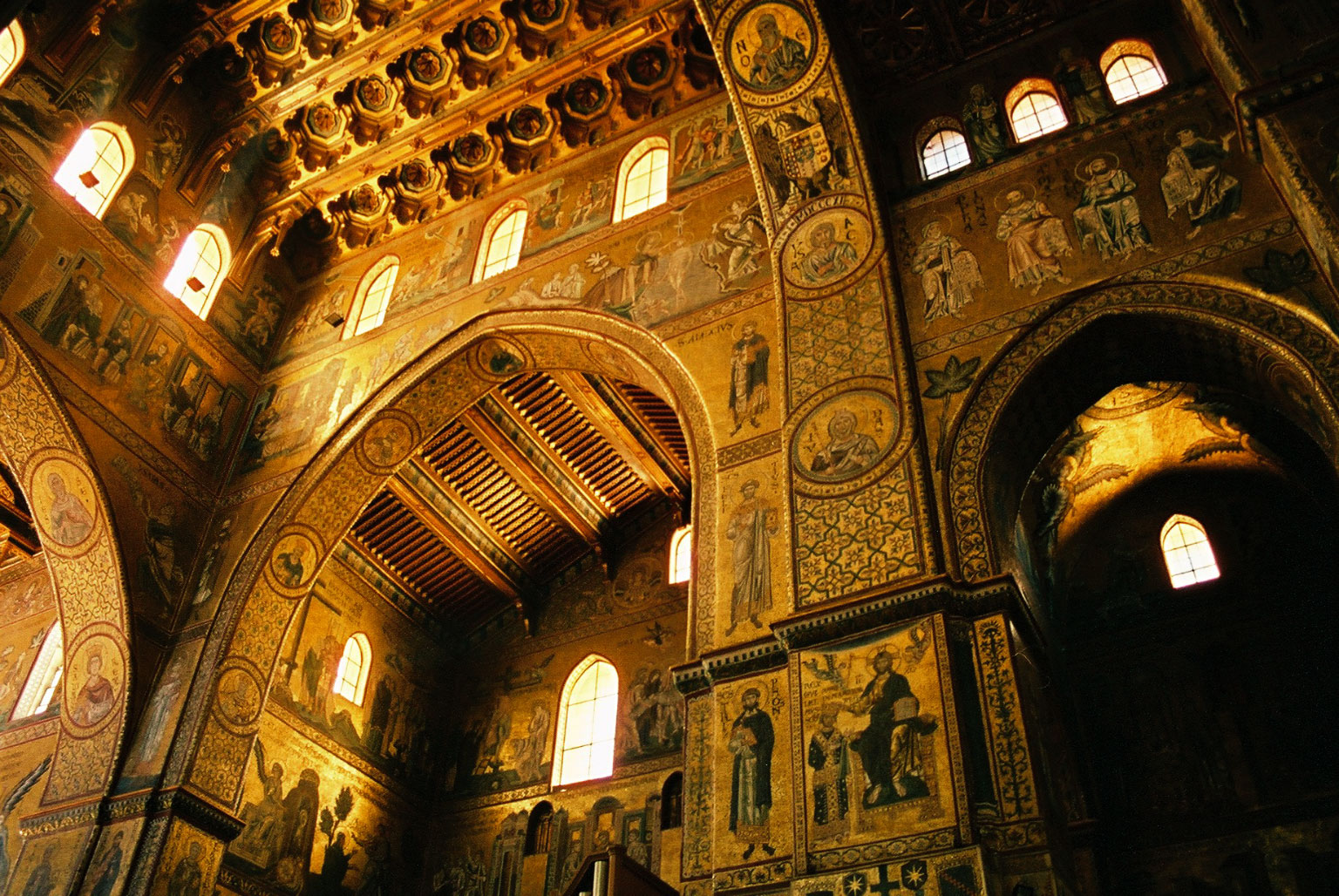
Blick ins nördliche Querschiff

### Weitere Ausstattung
In dem südlichen Querschiff stehen die Sarkophage der Könige Wilhelm I. und Wilhelm II., im nördlichen Querschiff die Margaretes von Navarra, der Gattin Wilhelms I., und ihrer Söhne Roger und Heinrich sowie der leere Sarkophag König Ludwigs IX. von Frankreich. Die Kirche verfügt über eine sechsmanualige Orgel der Fratelli Ruffatti mit 84 Registern zuzüglich 25 Extensionen, Transmissionen und Gruppenzügen aus dem Jahr 1957, die beidseitig der Vierung platziert ist und 1967 von der Erbauerfirma vergrößert wurde. Dieses Instrument ist derzeit die viertgrößte Orgel Italiens.

### Kapelle
Im Süden schließt sich die Kapelle des heiligen Benedikt an, die 1569 an die Kathedrale angebaut wurde und heute als Sakramentskapelle dient.

## Kreuzgang

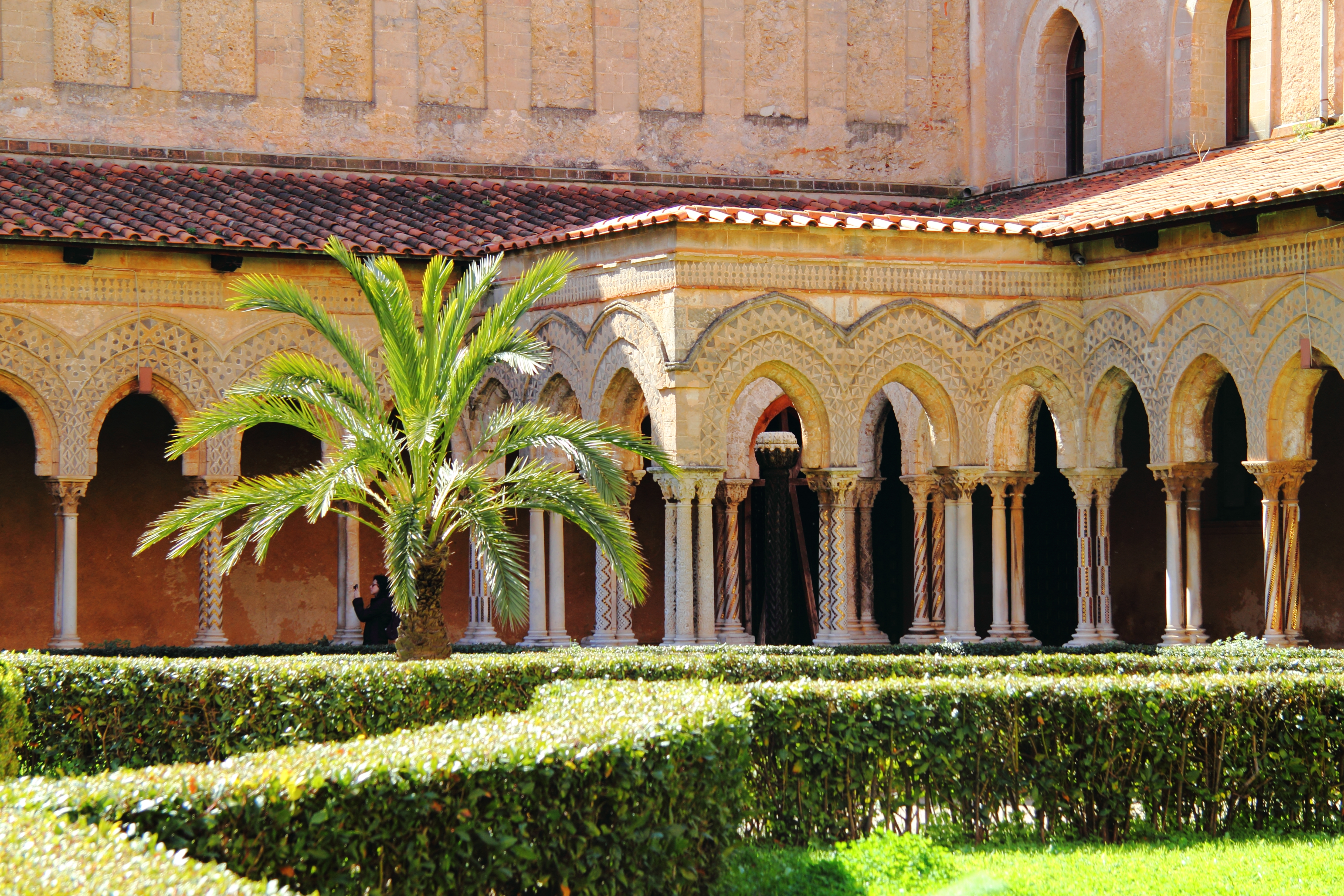
Brunnenhof im Kreuzgang

Der Kreuzgang ist der einzige noch verbliebene Rest des zu dem Gebäudekomplex der Kathedrale gehörenden Benediktinerklosters. Er hat eine Größe von 47 Meter × 47 Meter.
Auf jeder der vier Seiten des Kreuzgangs befinden sich 26 spitzbogige Arkaden an jeder Seite. Die Spitzbogen werden von Doppelsäulen getragen. Diese Säulen sind sehr unterschiedlich ausgeführt. Die einen sind einfach glatt, andere haben schrauben- oder zickzackförmige Kanneluren, wieder andere sind mit Einlegearbeiten aus Mosaik geschmückt. Auch die Kapitelle sind alle unterschiedlich gestaltet, sie zeigen als Reliefs Szenen aus der Bibel oder symbolische christliche und islamische Darstellungen.
In einer Ecke des Kreuzgangs ist ein quadratischer Brunnenhof aus 3 × 3 Arkaden gebildet, in dessen Mitte auf einer Säule eine kreisförmige Brunnenschale ruht. Aus dieser Schale steigt eine weitere Säule auf, die mit zickzackförmigen Kanneluren versehen ist und in einer Kugelform endet, aus der das Wasser entlang der Säule herunterrieselt.